# Chrysler Sigma
Chrysler Sigma — версия Mitsubishi Galant, выпускавшаяся с 1977 года компанией Chrysler в Аделаиде. В 1980 году, когда подразделение Mitsubishi Motors Australia (MMAL) приобрело производственные мощности Chrysler Australia, автомобиль был переименован в Mitsubishi Sigma. С 1985 по 1987 год модельный ряд Chrysler Sigma постепенно вытеснялся модельным рядом седанов и универсалов Mitsubishi Magna.

## Первое поколение

### GE (1977—1980)
Серия GE Sigma была запущена в производство в октябре 1977 года в роли преемника GD Galant. Сборка была организована в Аделаиде.
Chrysler GE Sigma стал первым автомобилем, продаваемым на австралийском рынке с двигателями Astron. 1,6-литровый двигатель Saturn в паре с четырёхступенчатой механической трансмиссией устанавливался на базовую модель под маркой Sigma Galant. Двигатель Saturn развивал мощность 56 кВт (75 л.с.) и крутящий момент 117 Н⋅м. Модель среднего класса, Sigma GL, в стандартной комплектации оснащалась 1,85-литровым двигателем Astron в паре с четырёхступенчатой механической трансмиссией, который развивал мощность 60 кВт (80 л. с.) и крутящий момент 145 Н⋅м. Чуть позже объём двигателя был увеличен до 2,0 литров, а сам двигатель стал сочетаться в паре с трёхступенчатой автоматической, четырёхступенчатой механической или же пятиступенчатой автоматической трансмиссией. Мощность стала составлять 64 кВт (86 л. с.). В комплектацию GL входила опция Sportspack.
В марте 1978 года было выпущено двухдверное купе Sigma Scorpion на базе Mitsubishi Galant Lambda. 12 октября 1978 года был выпущен универсал в комплектациях Galant, GL и SE.

1 ноября 1979 года версии Sigma GL и SE начали оснащаться 2,6-литровыми двигателями Astron. Двигатель объёмом 1,85 л был снят с производства. 2,6-литровый двигатель сочетался в паре с трёхступенчатой автоматической трансмиссией. Заявленная мощность составляла 73 кВт (98 л. с.), а крутящий момент — 188 Н⋅м.

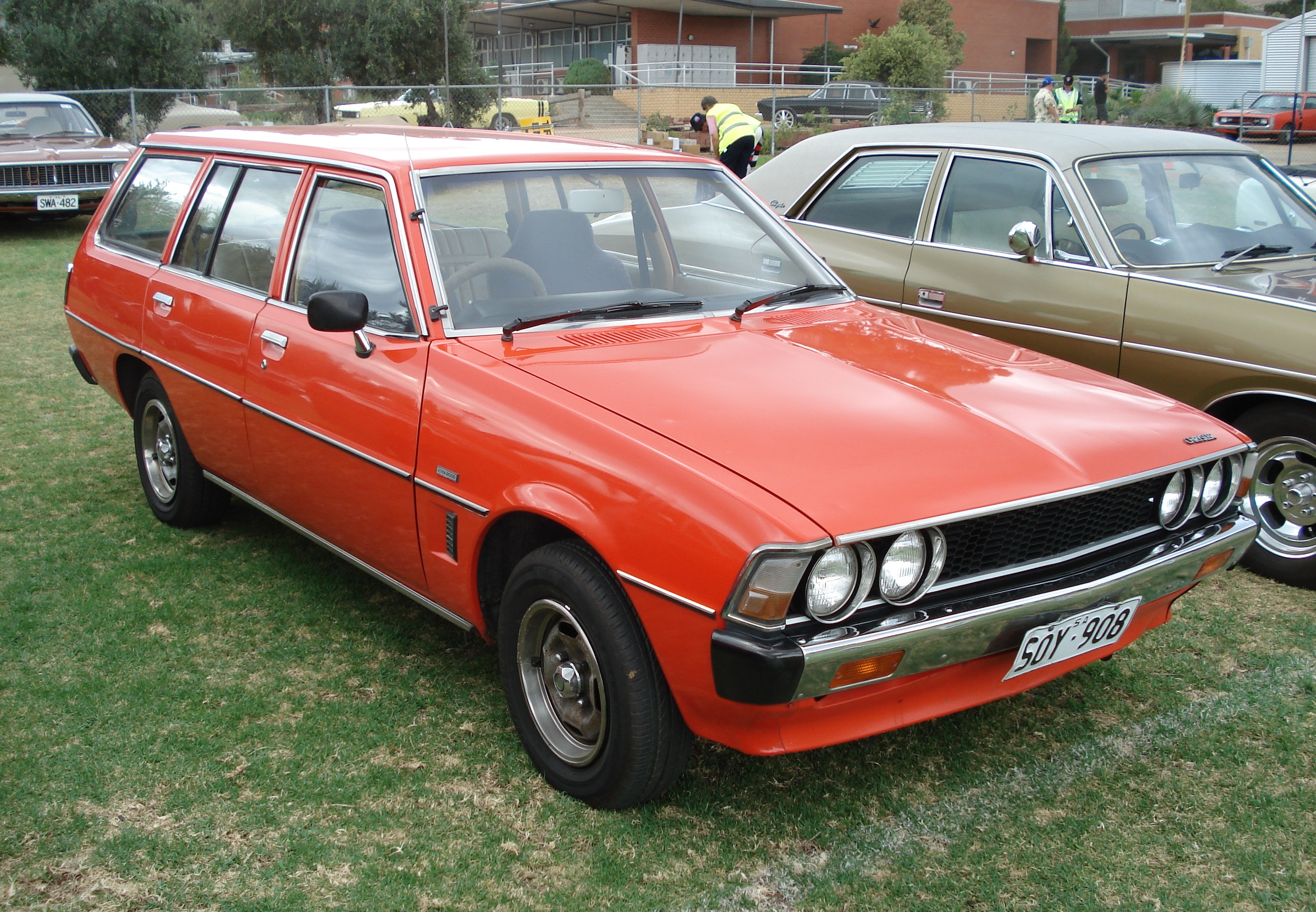
Универсал Chrysler Sigma (GE) GL 2.0
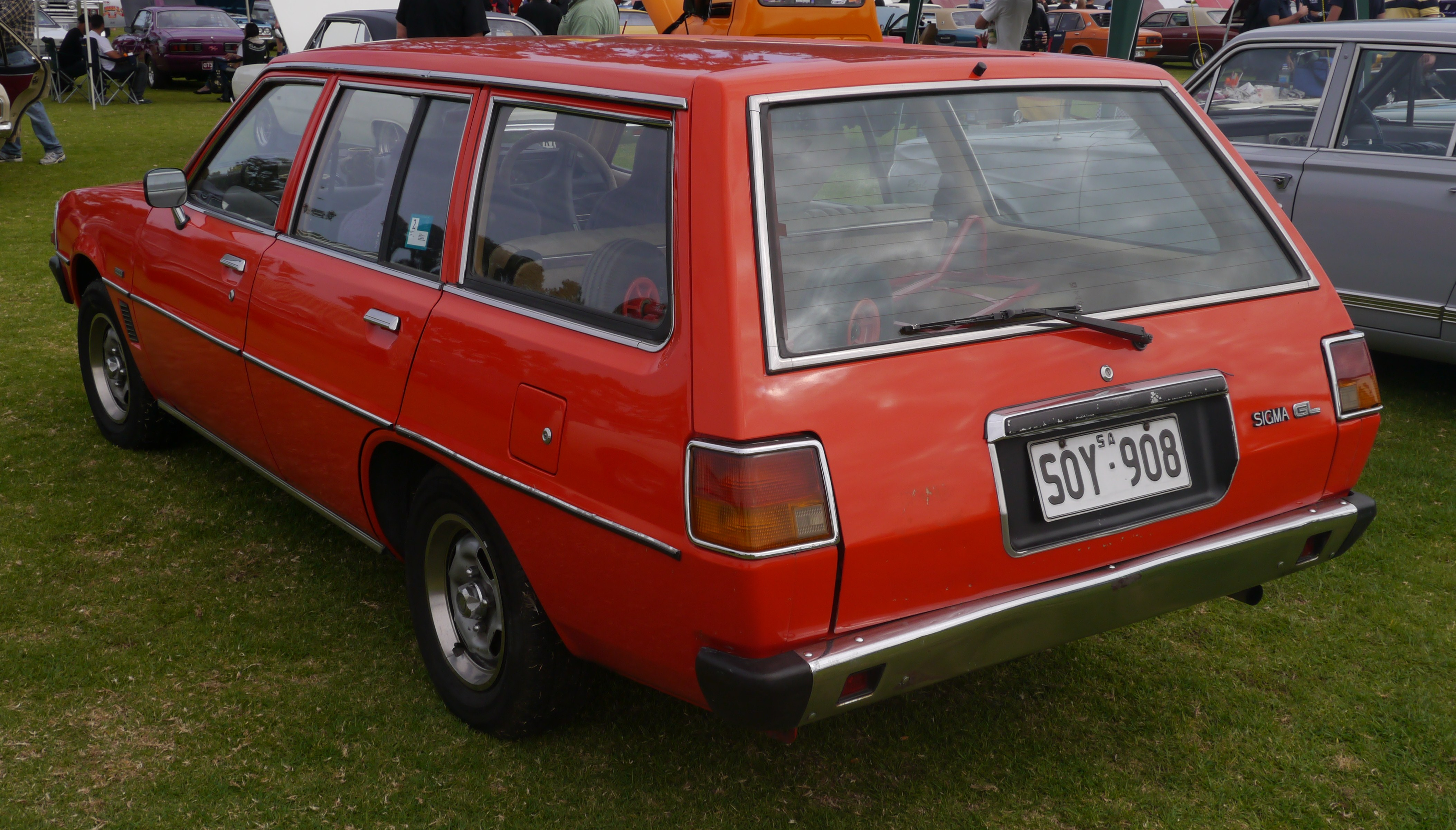
Универсал Chrysler Sigma (GE) GL 2.0
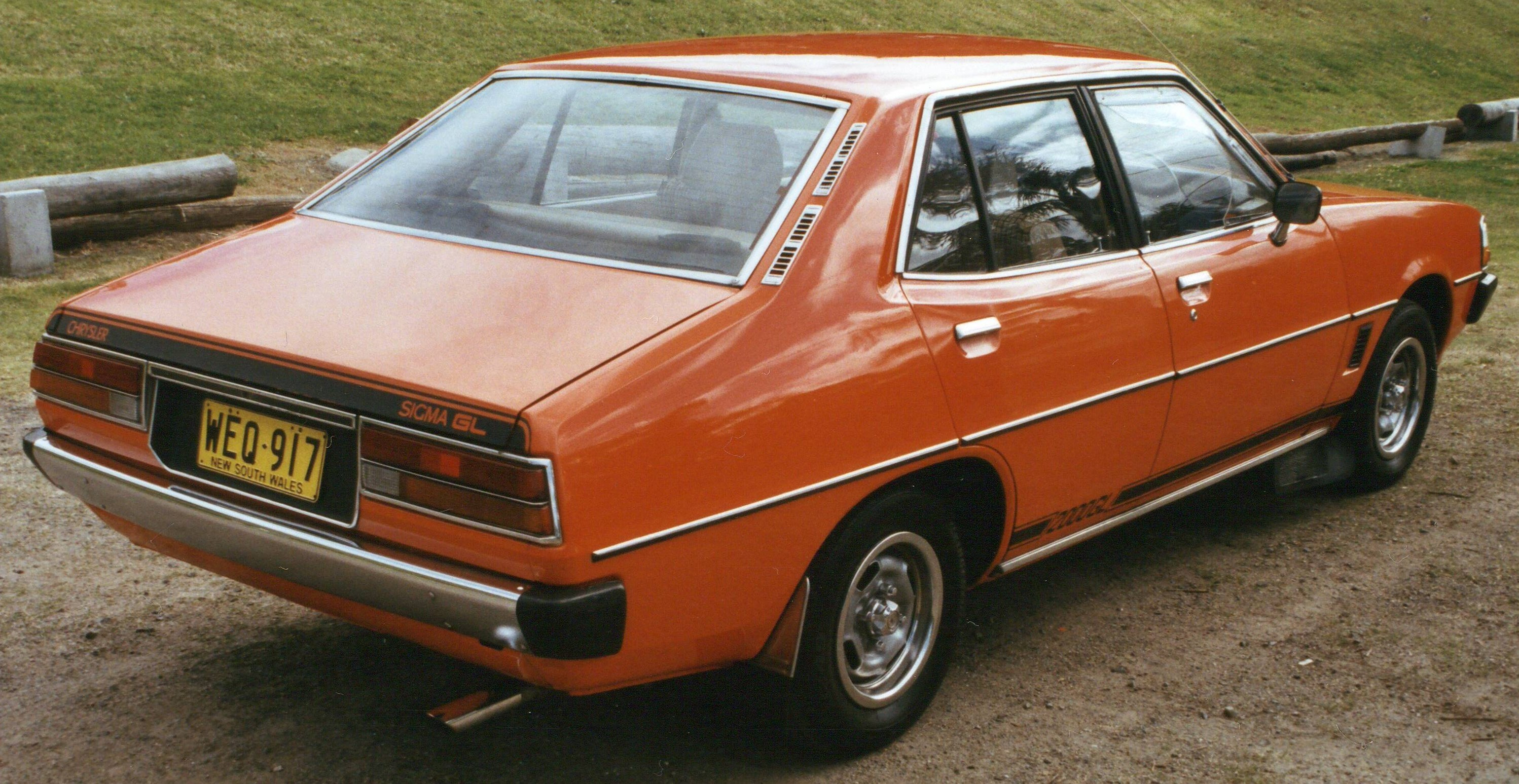
Chrysler Sigma (GE) GL Sportspack
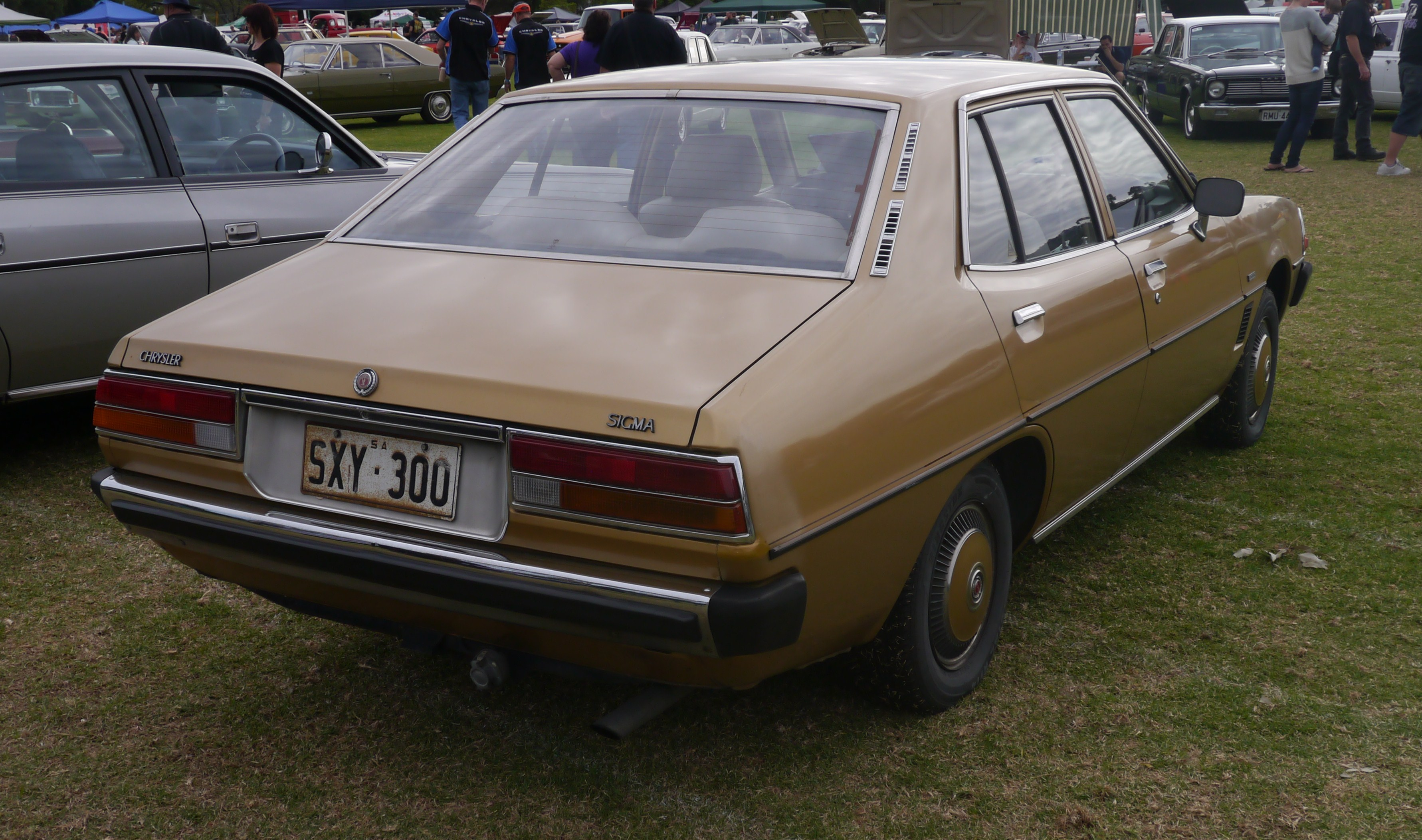
Chrysler Sigma (GE) SE 2.0
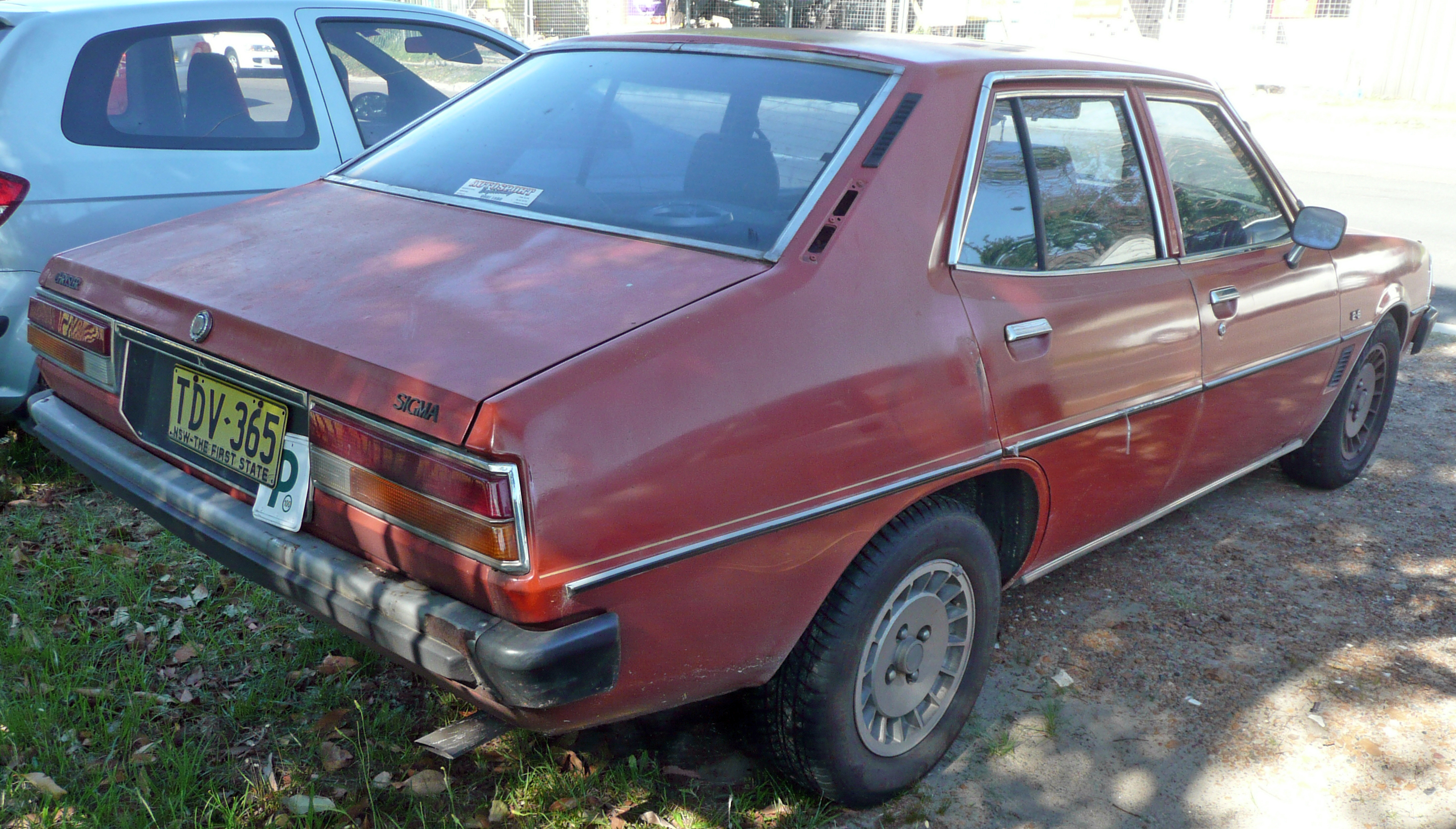
Chrysler Sigma (GE) SE 2.6
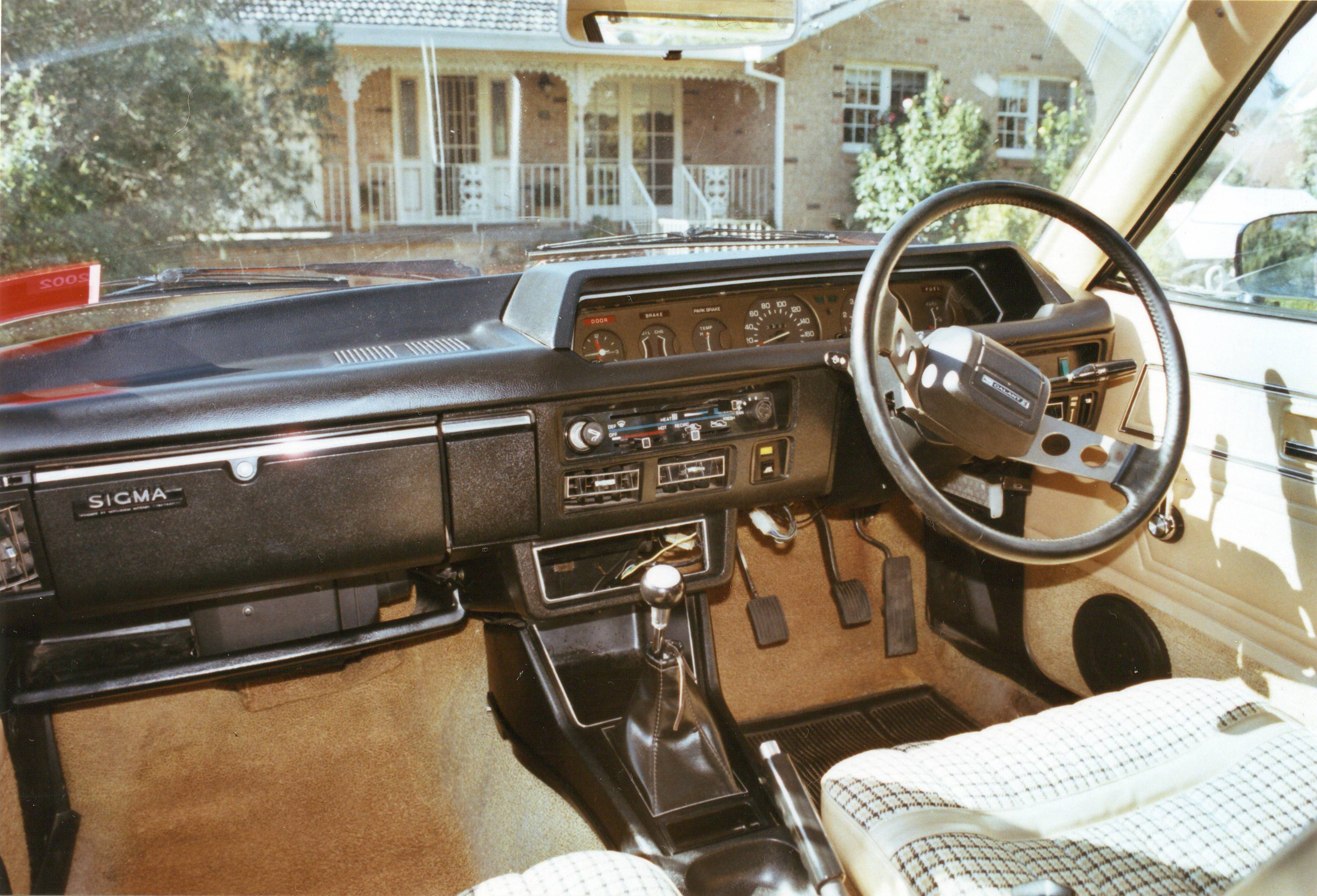
Интерьер Chrysler Sigma (GE) GL Sportspack
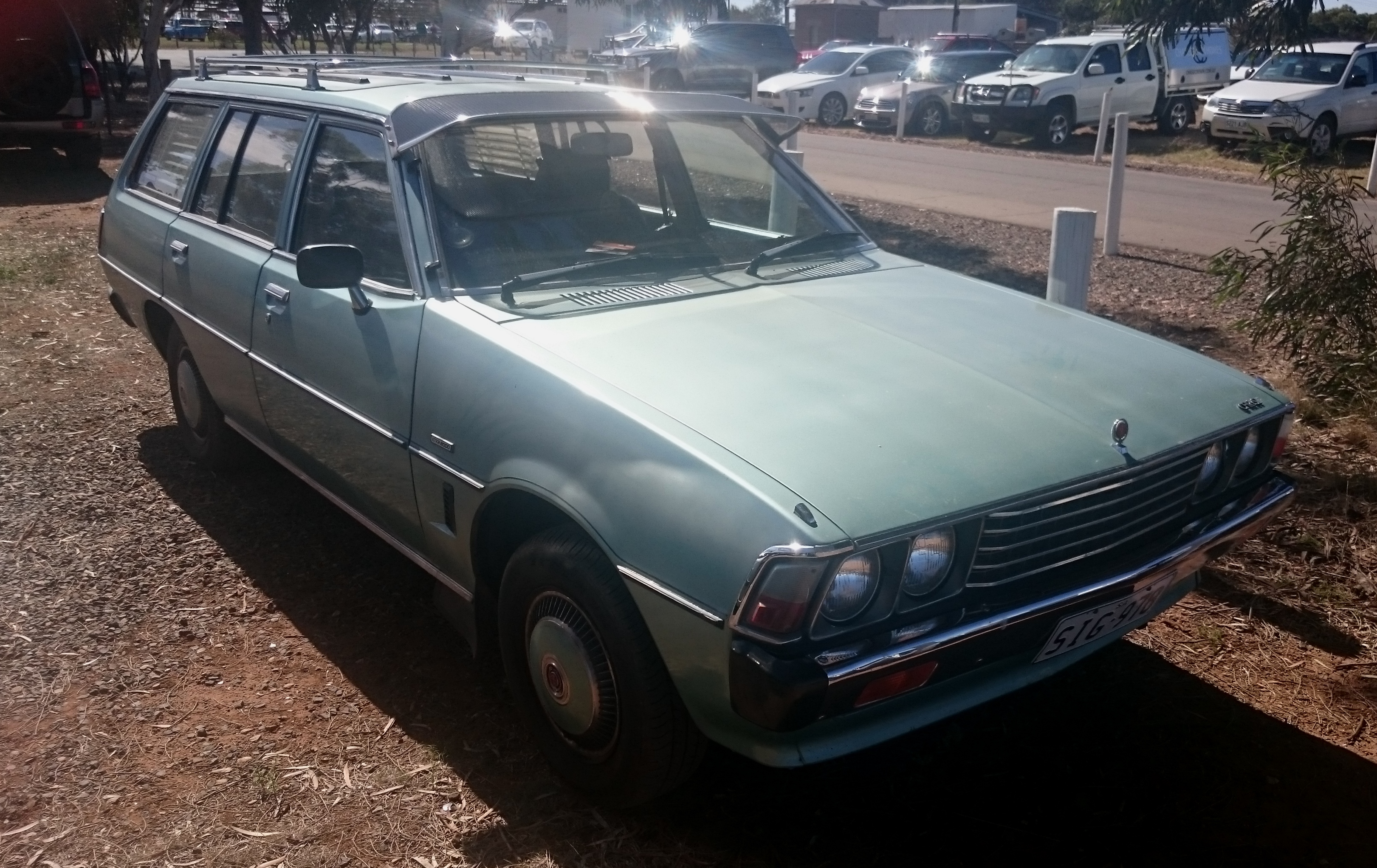
Универсал Chrysler Sigma SE (GE)

### GH (1980—1982)
28 апреля 1980 года компания Chrysler представила GH Sigma в Брисбене. Затем, 30 апреля, Mitsubishi Corporation и Mitsubishi Motors совместно приобрели оставшуюся 65-процентную долю Chrysler в Chrysler Australia, в результате чего двойное владение Mitsubishi достигло 98,9%. 1 октября 1980 года модельный ряд GH был переименован с Chrysler Sigma в Mitsubishi Sigma в связи с переименованием Chrysler Australia в Mitsubishi Motors Australia (MMAL).
12 мая 1980 года серия GH претерпела значительный рестайлинг как спереди, так и сзади. Название Sigma Galant было переименовано в Sigma. Комплектации: GLX, GL и SE.

В апреле 1981 года начался выпуск ограниченной серии Sigma Satellite на базе GL, а в сентябре 1981 года было выпущено 500 моделей Sigma Turbo. 2,0-литровый двигатель Astron развивал мощность 116 кВт (156 л. с.) и крутящий момент 235 Н⋅м. В феврале 1982 года выпуск серии GH был прекращён.

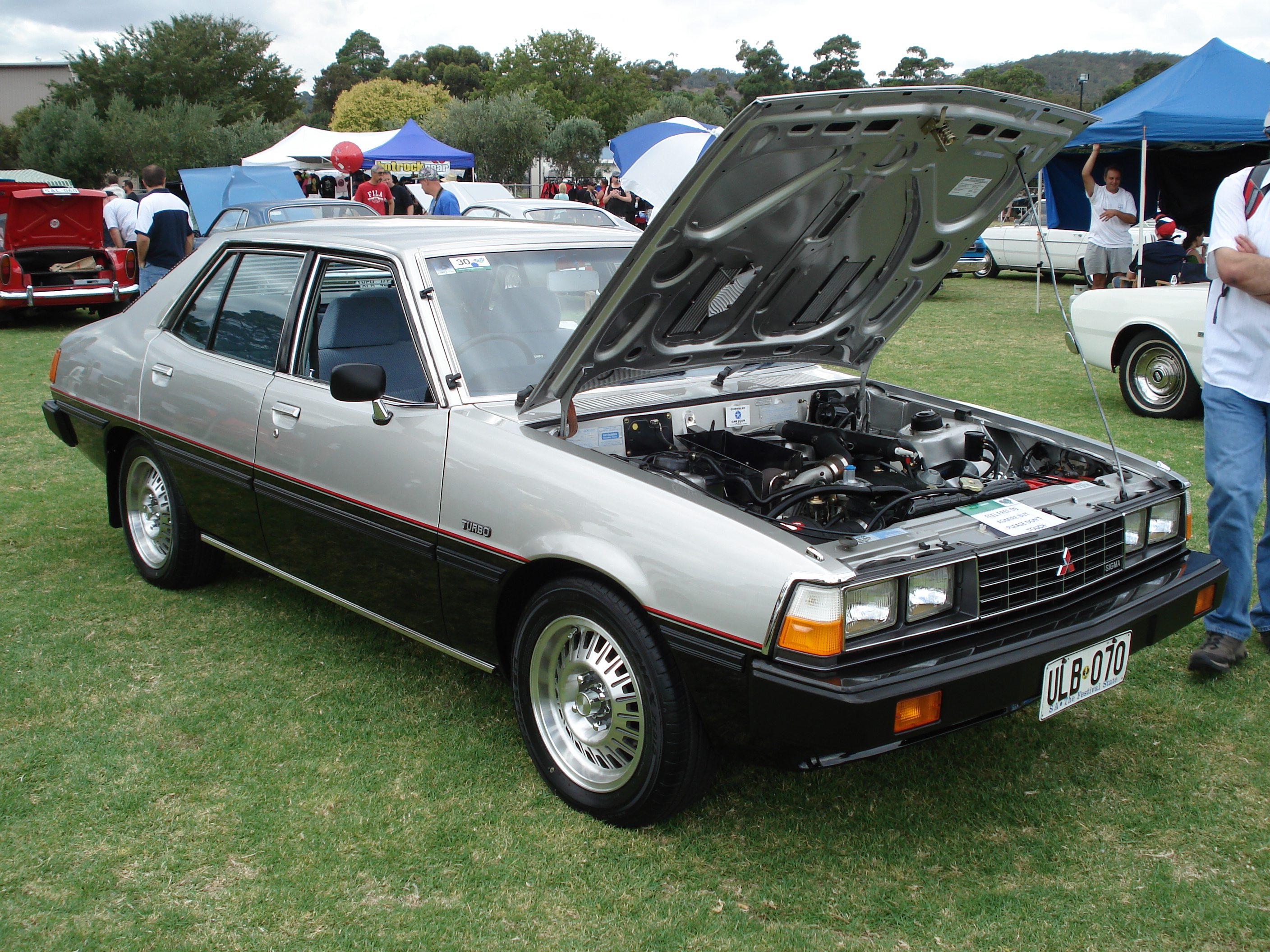
Mitsubishi GH Sigma Turbo
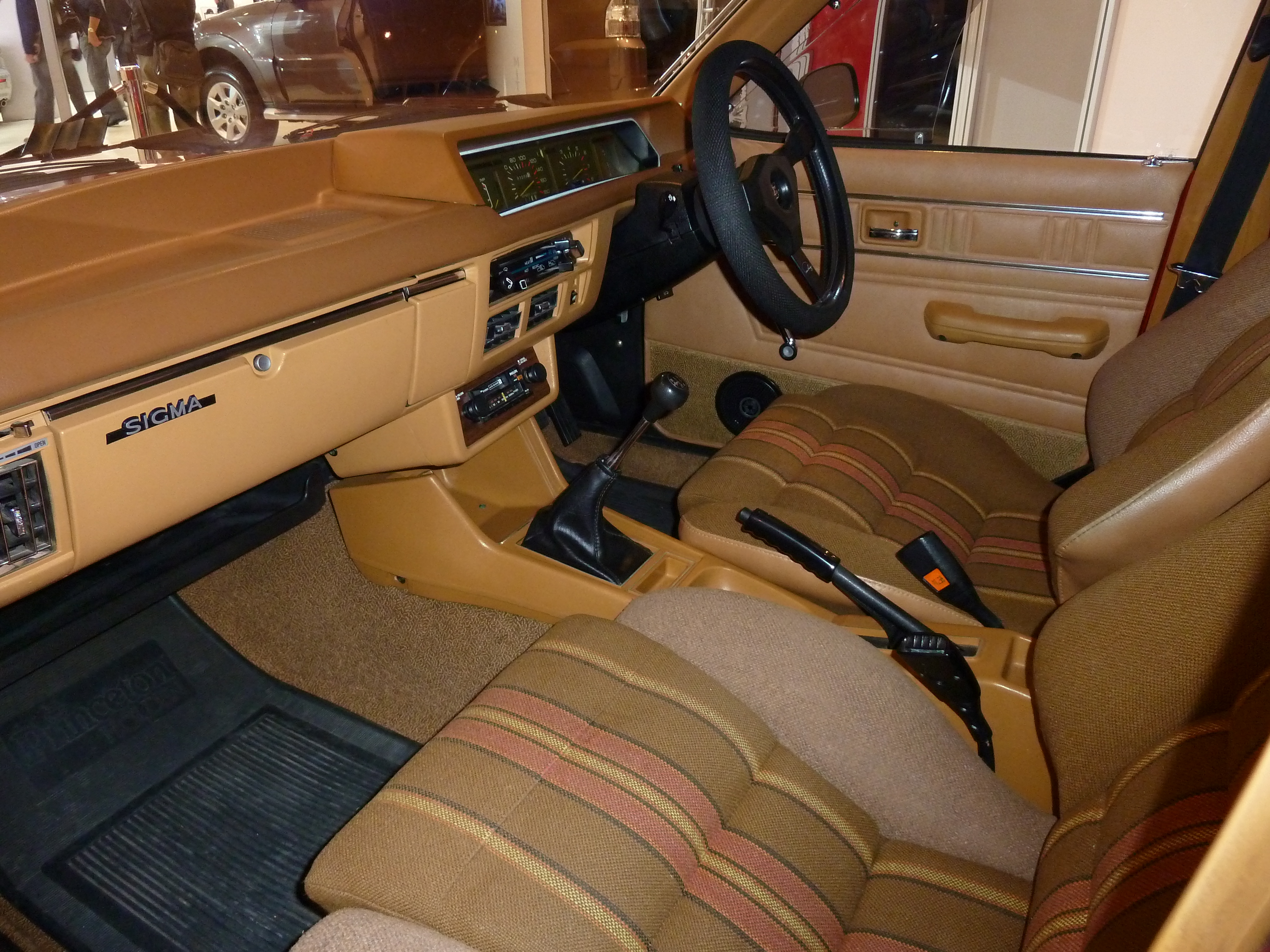
Интерьер
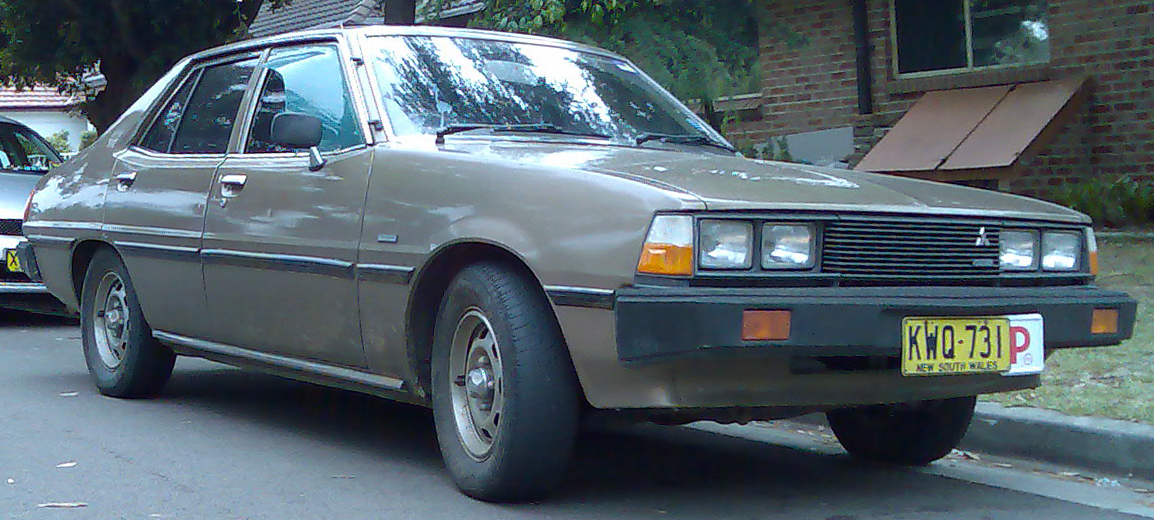
Mitsubishi Sigma (GH) GL
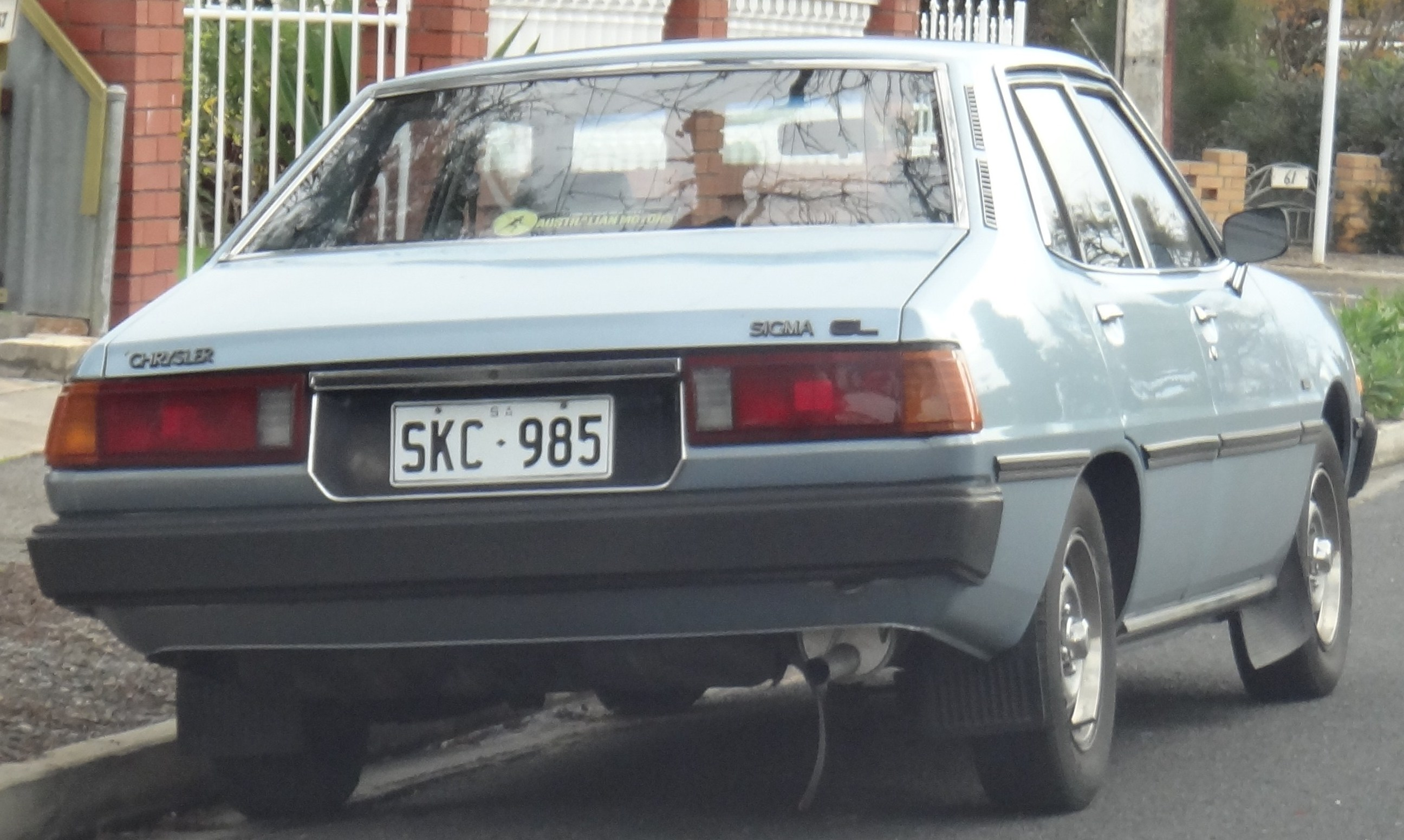
Chrysler Sigma (GH) GL
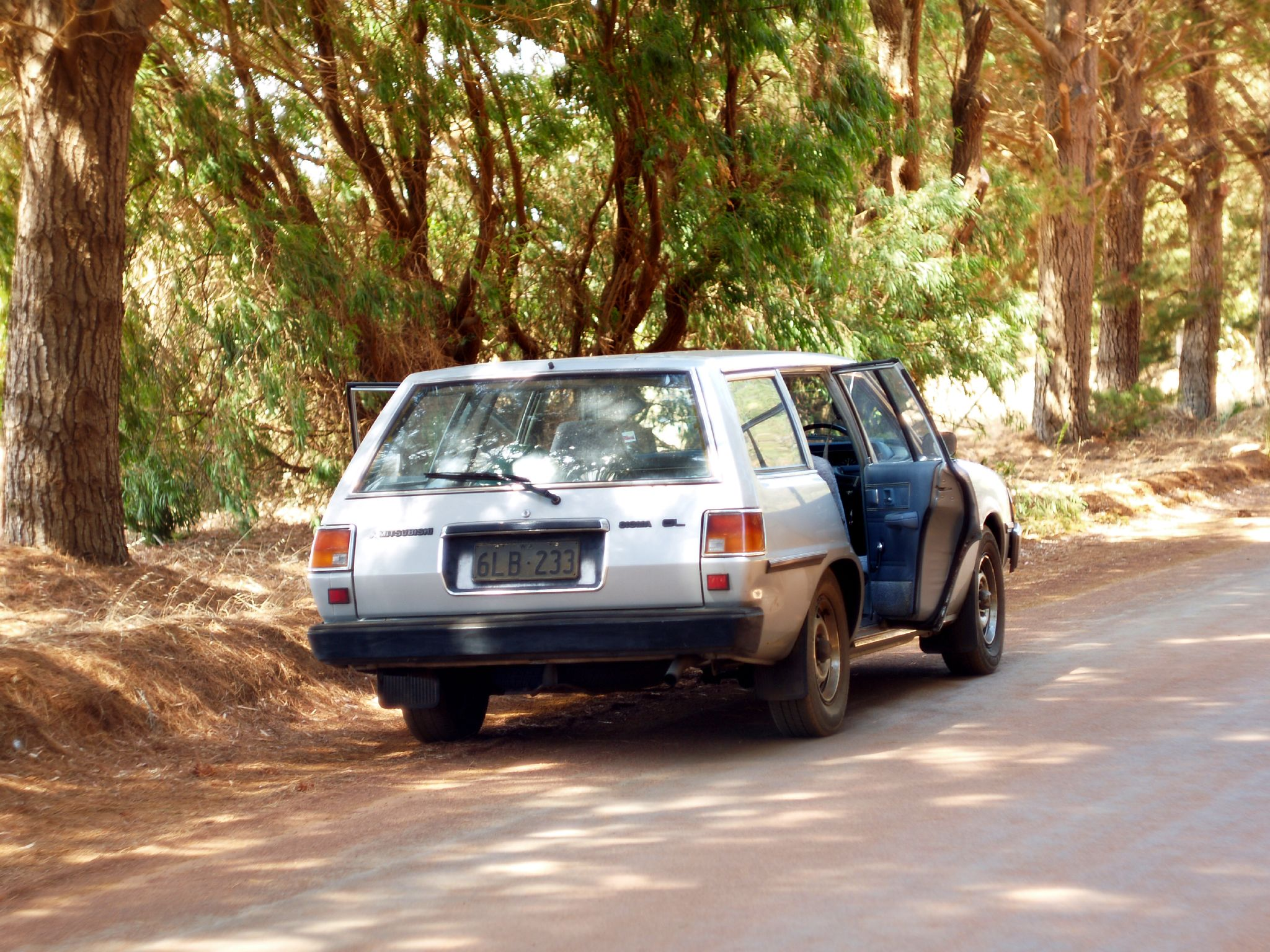
Mitsubishi Sigma (GH) GL

## Второе поколение

### GJ (1982—1984)
Переработанный GJ Sigma был выпущен в марте 1982 года на базе Mitsubishi Galant 1980 года выпуска. 2,0-литровый двигатель стал развивать мощность 70 кВт (94 л. с.) и крутящий момент 152 Н⋅м, а 2,6-литровый двигатель стал развивать мощность 76 кВт (102 л. с.) и крутящий момент 192 Н⋅м.
В феврале 1983 года была выпущена специальная версия Sigma GL Satellite. По цене на 1000 долларов ниже GL Luxury Satellite выпускался в кузовах седан и универсал, с кондиционером. Трансмиссия — пятиступенчатая механическая или трёхступенчатая автоматическая (опционально).
Спортивный автомобиль Sigma GSR оснащался двигателями объёмом 2,0—2,6 л в паре с автоматической или механической трансмиссией. В комплектацию входили легкосплавные диски, дисковые тормоза на всех четырёх колёсах, «спортивное» рулевое колесо и затемнения, особенно на оконных рамах и дверных ручках.
В июне 1983 года Sigma начального уровня был переименован в Sigma XL, что совпало с обозначениями комплектации на небольшом автомобиле MMAL Colt.

В октябре 1983 года был выпущен люксовый седан Sigma Super (500 экземпляров). Он оснащался 2,6-литровым двигателем в паре с пятиступенчатой механической или же трёхступенчатой автоматической трансмиссией.

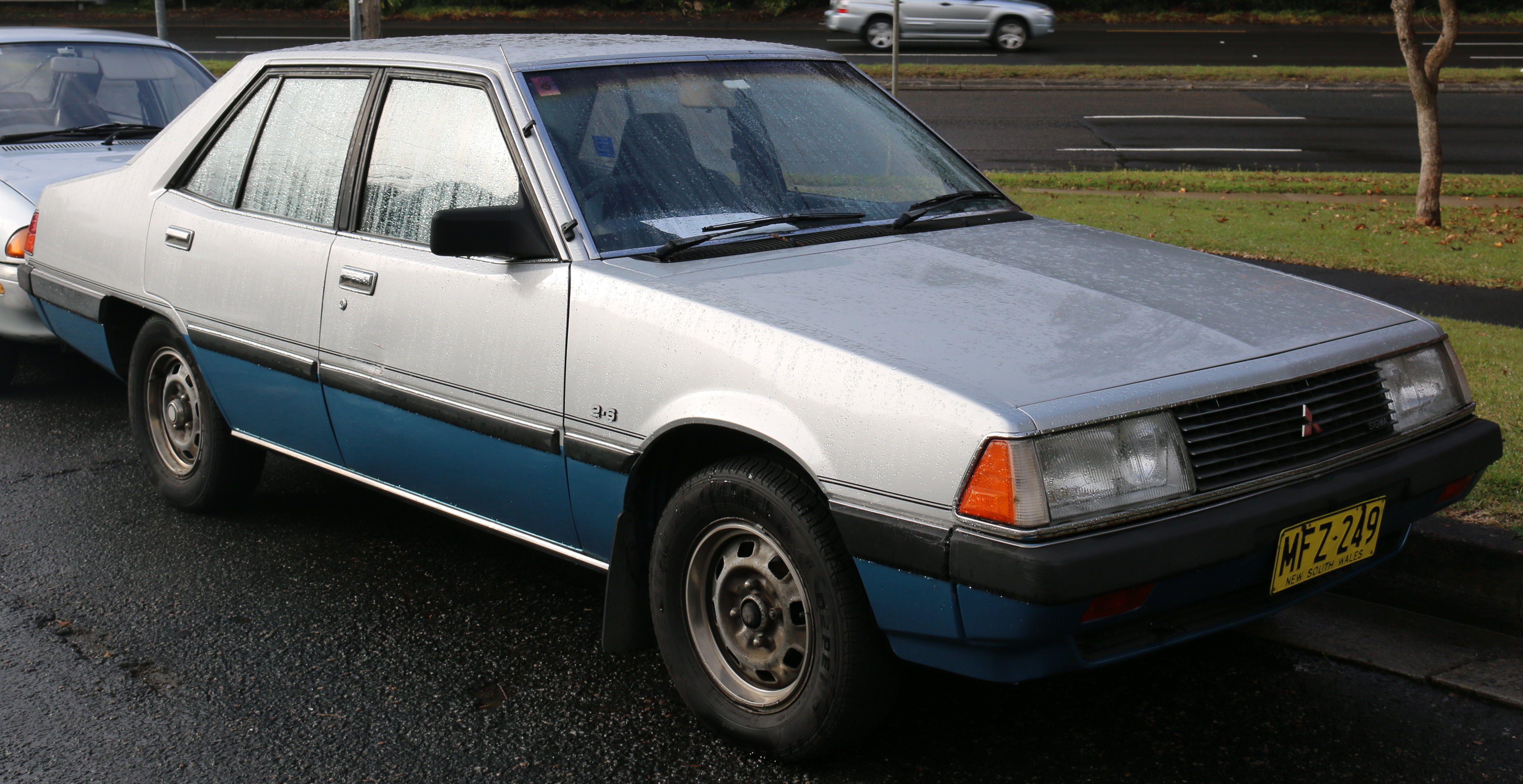
Mitsubishi Sigma (GJ) GL Satellite
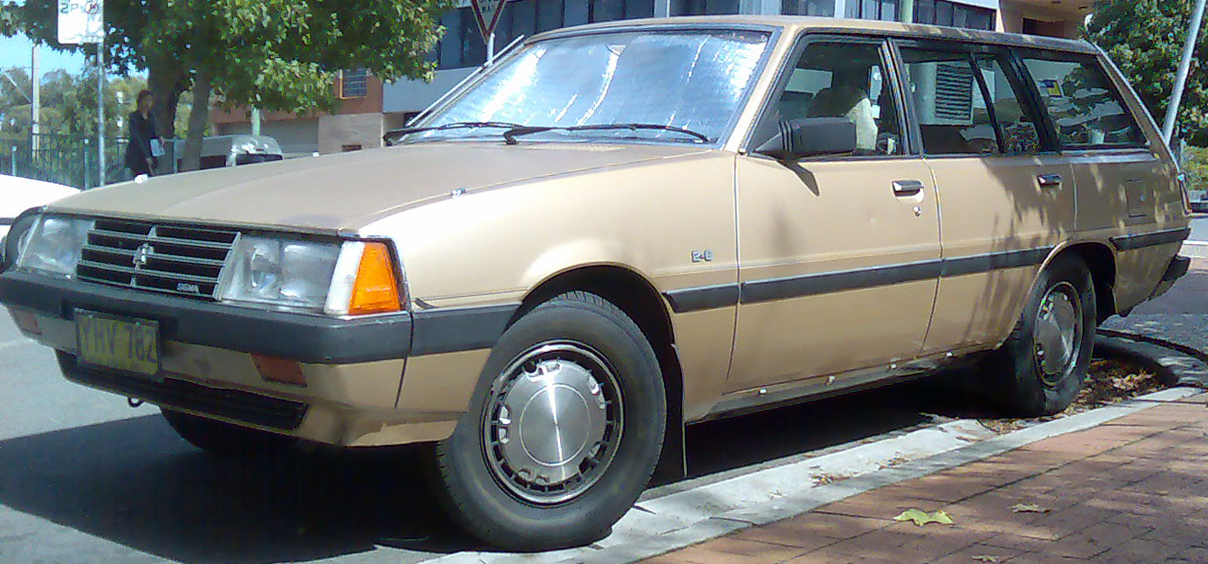
Mitsubishi Sigma (GJ) SE
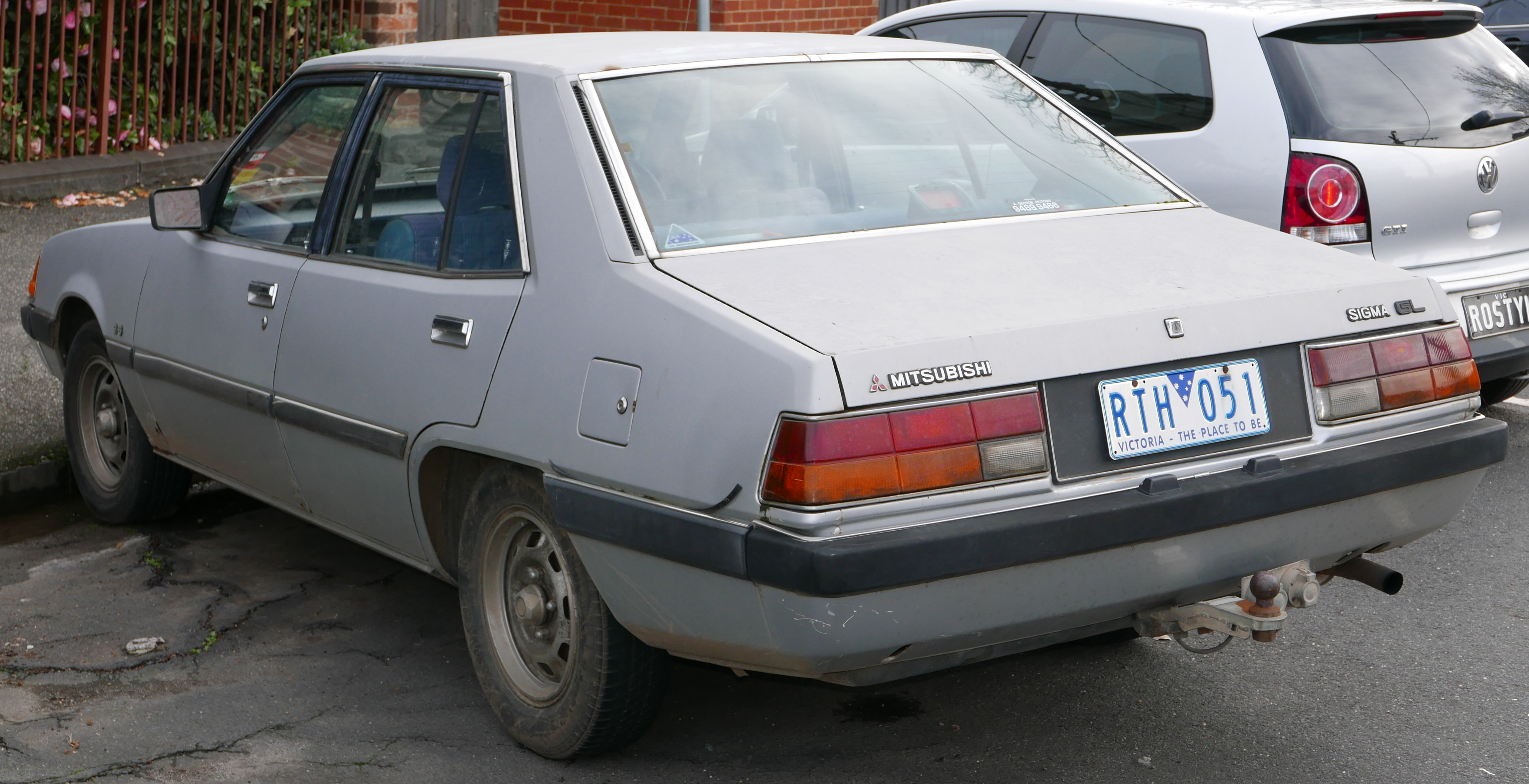
Mitsubishi Sigma (GJ) GL

### GK (1984—1985)
Серия GK впервые была представлена в марте 1984 года. Изменения коснулись капота, радиаторной решётки и задних огней. Место для задних номерных знаков было перемещено на бампер. В некоторых моделях, особенно в GL, сиденья были другими, и все модели имели опцию стеклоподъемников с электроприводом (хотя и редкую), которая отсутствовала в большинстве предыдущих моделей.

В июле 1984 года вновь была представлена комплектация Super Saloon на базе Sigma SE. В конце 1984 года была представлена ограниченная серия GK Sigma Satellite на базе XL с 2,6-литровым двигателем в паре с пятиступенчатой механической трансмиссией.

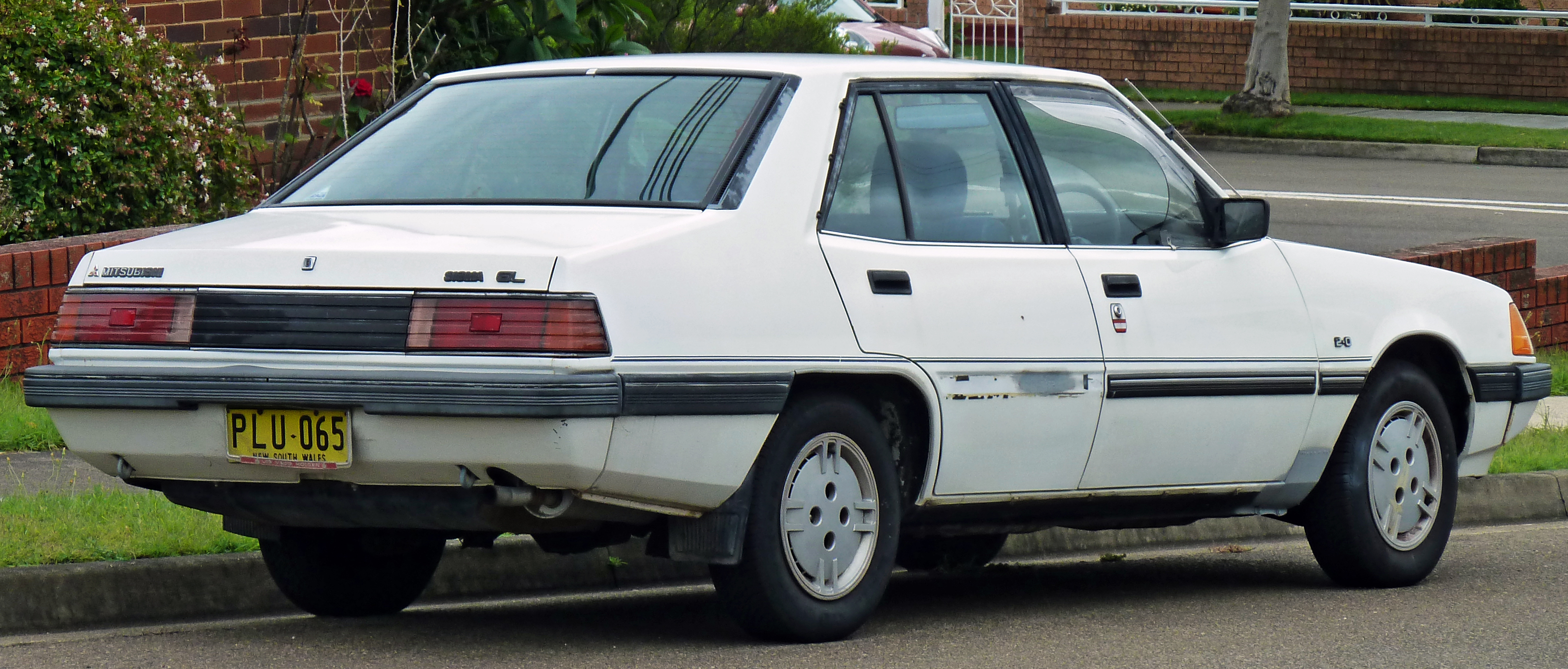
Mitsubishi Sigma (GK) GL
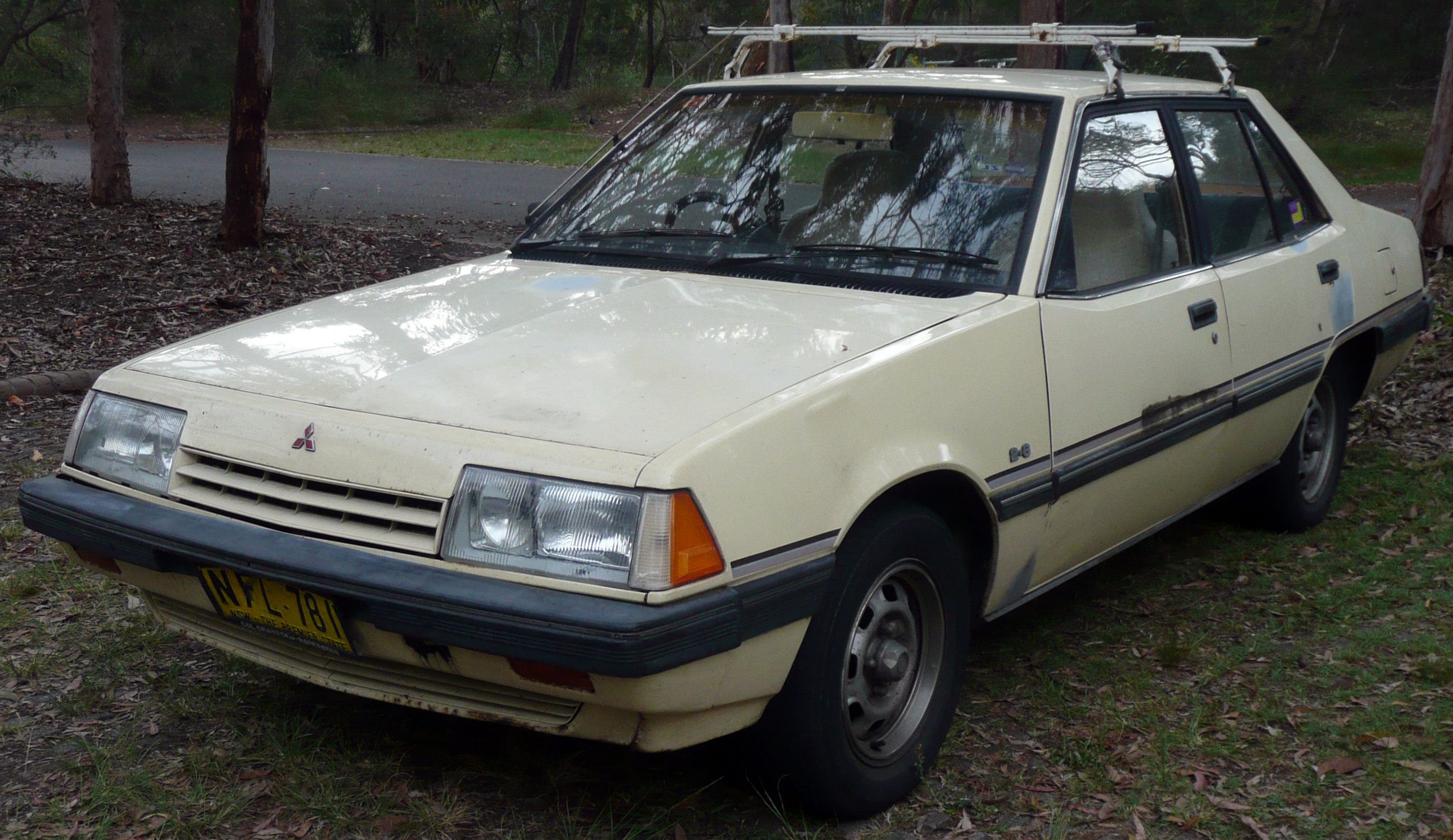
Mitsubishi Sigma (GK) Satellite
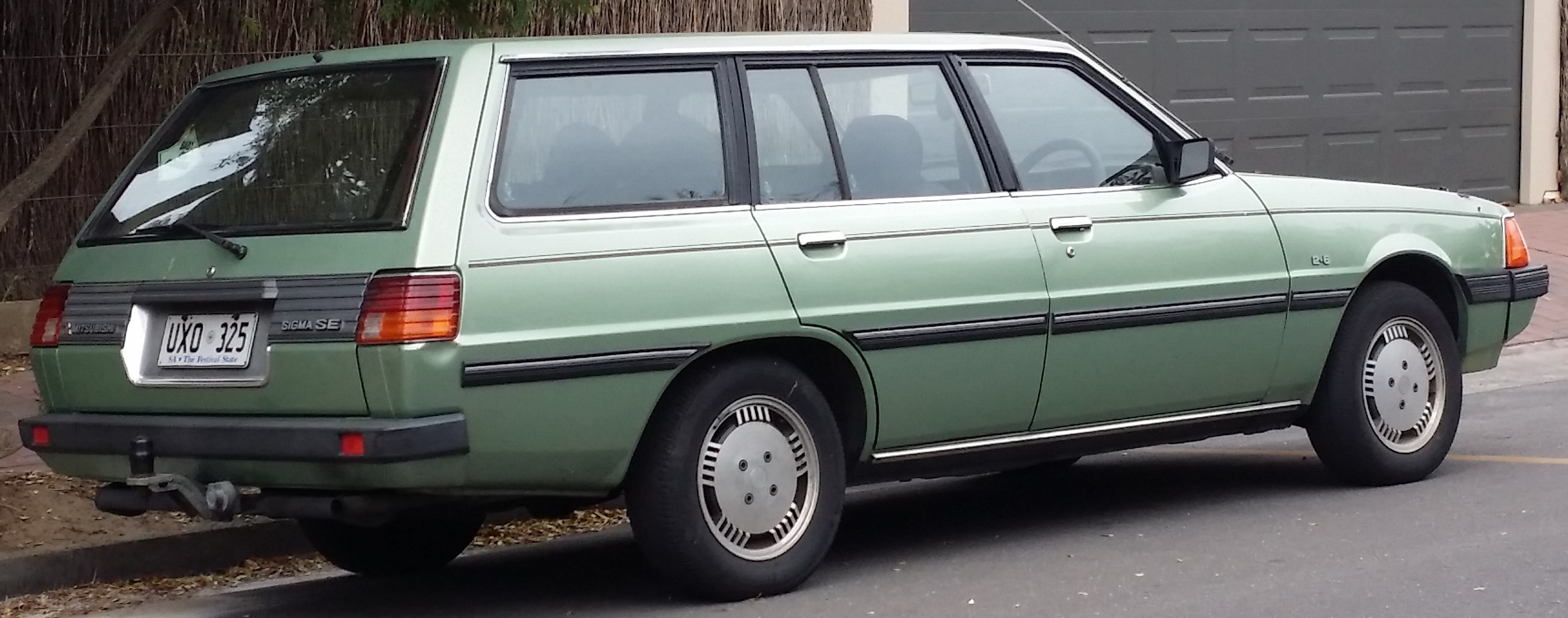
Mitsubishi Sigma (GK) SE
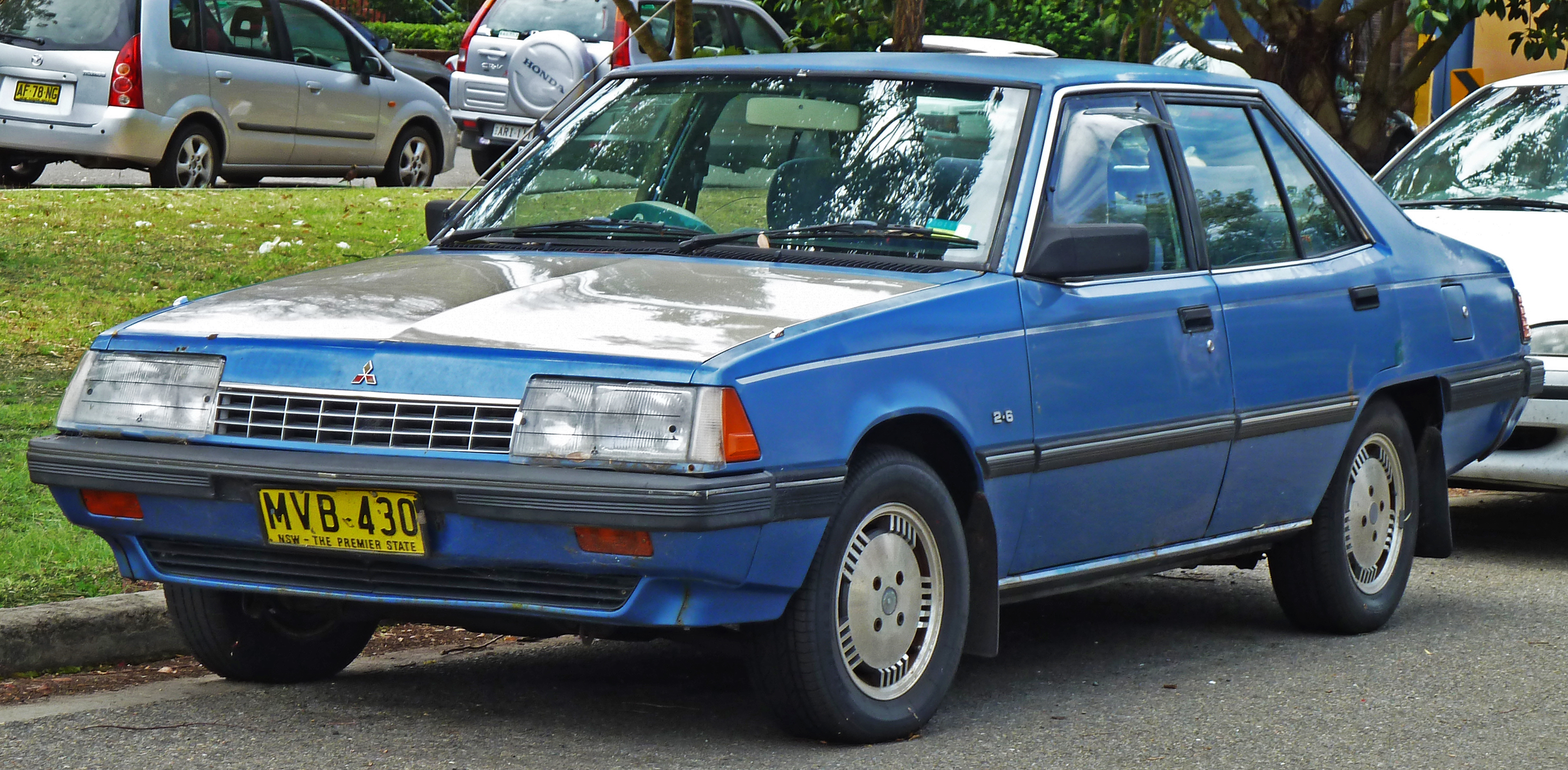
Mitsubishi Sigma (GK) SE

### GN (1985—1987)
GN был выпущен в июле 1985 года. Он оснащался 2,0-литровым двигателем Astron мощностью 70 кВт (94 л. с.) при 5600 об/мин и крутящим моментом 152 Н⋅м при 2400 об/мин или же 2,6-литровым двигателем Astron II мощностью 83 кВт (111 л. с.) при 5200 об/мин и крутящим моментом 200 Н⋅м при 2400 об/мин.
В декабре 1985 года выпуск 2,0-литровых двигателей был прекращён, поскольку компания Mitsubishi не считала, что это гарантирует переход на неэтилированное топливо. Версии с неэтилированным бензином были представлены в Австралии в январе 1986 года.
В октябре 1986 года выпускалась ограниченная серия GL Satellite. С 1986 по 1987 год универсалы поставлялись в Новую Зеландию.

В начале 1987 года автомобили Mitsubishi Sigma были сняты с производства. Преемниками стали автомобили семейства Mitsubishi Magna.

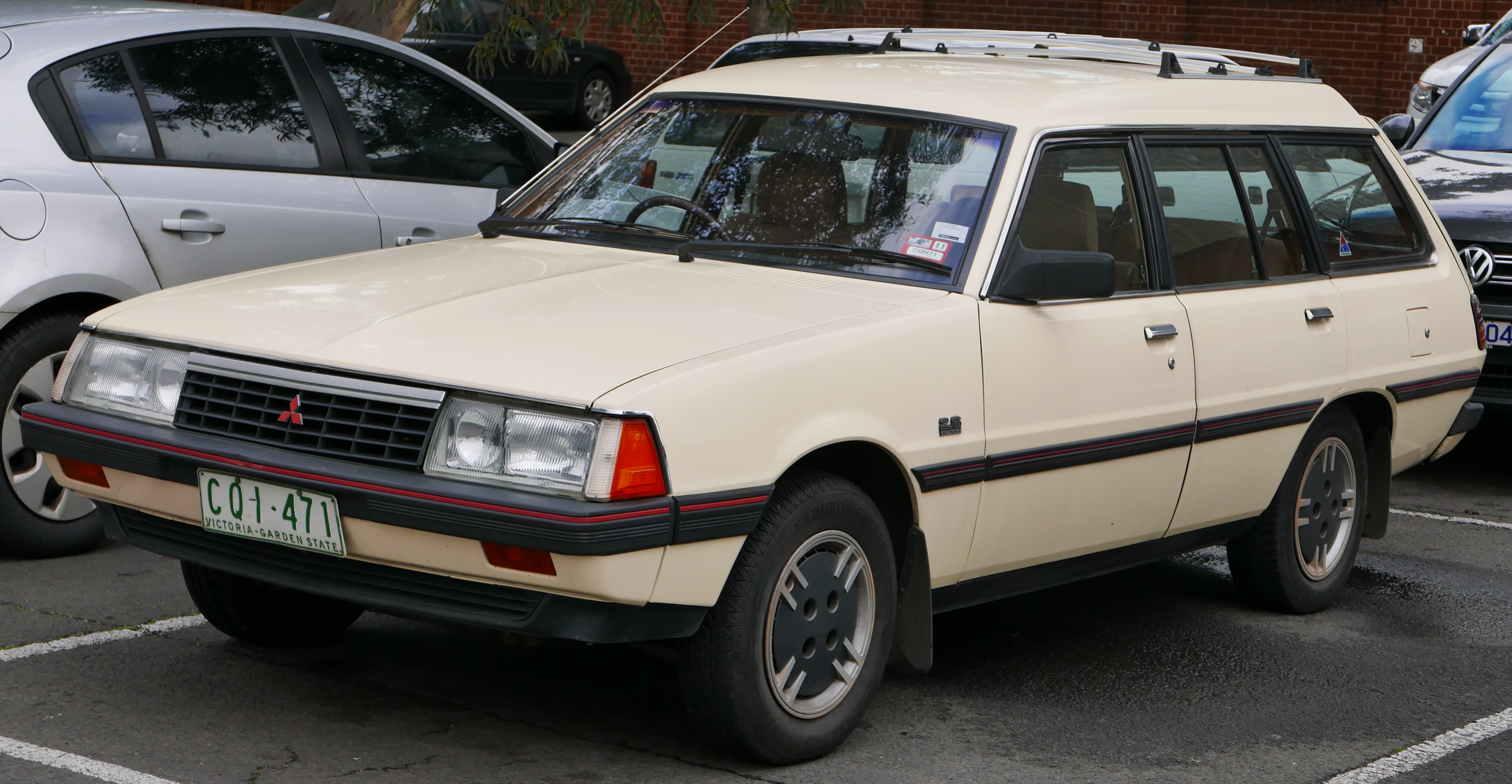
1985 Mitsubishi Sigma (GN) GL с высокой крышей
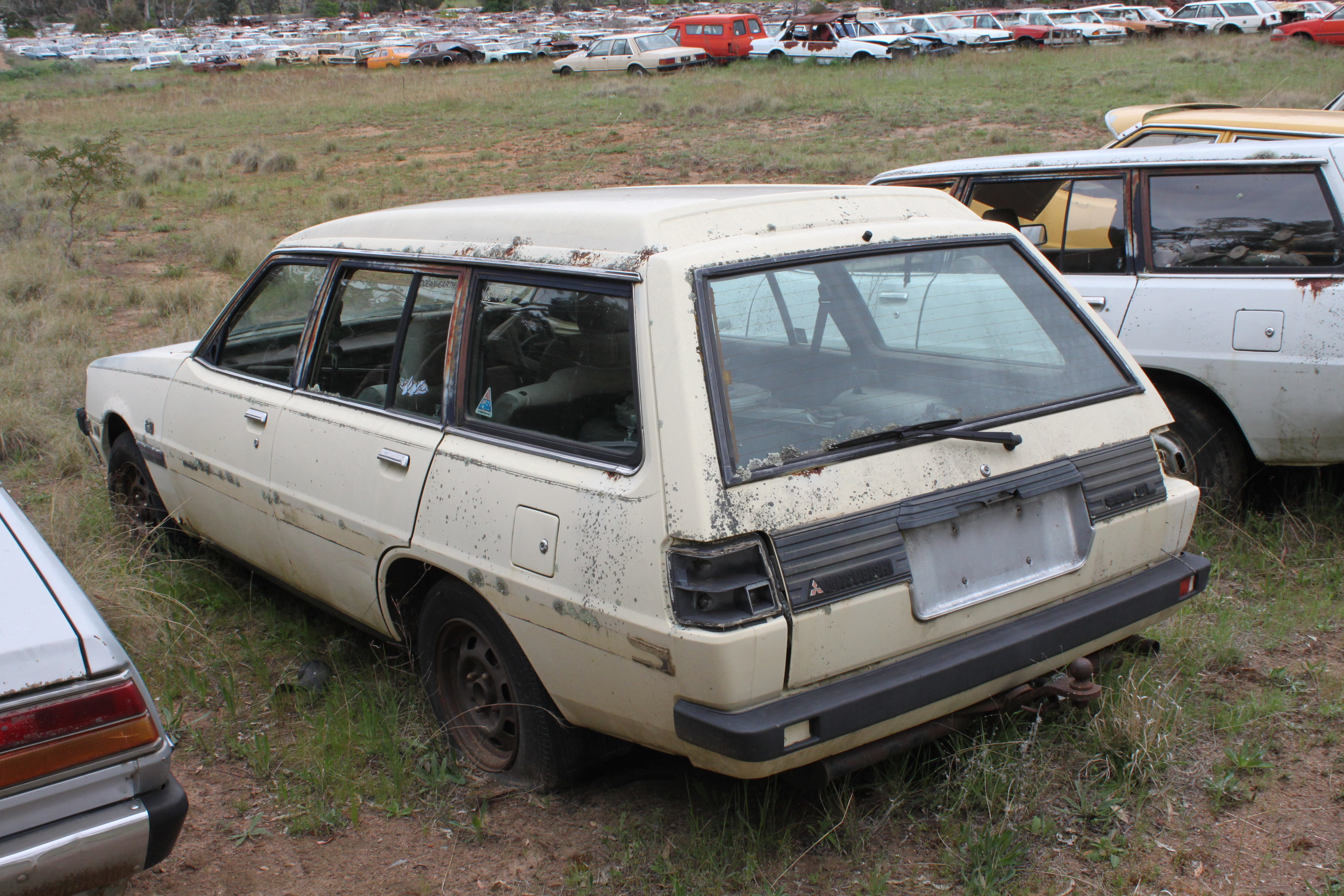
1985—1987 Mitsubishi Sigma (GN) GL
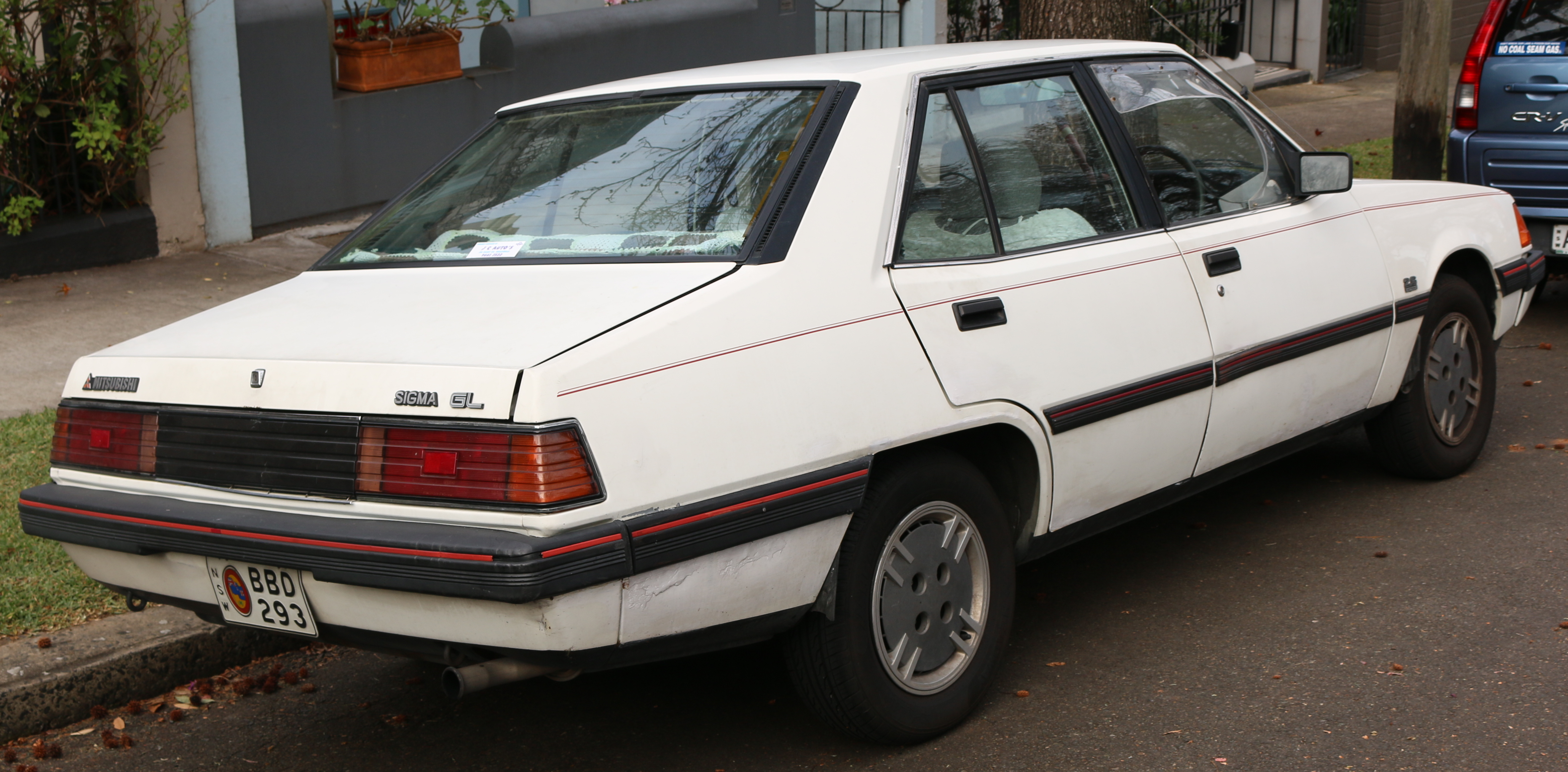
1987 Mitsubishi Sigma (GN) GL